# Matías Muchardi
Matías Muchardi (Lanús, Buenos Aires, Argentina, 9 de febrero de 1988) es un futbolista argentino que juega de mediocampista en el Sliema Wanderers de la Premier League de Malta.

## Biografía
Se formó en las inferiores de Racing Club, donde estuvo durante ocho años. Posteriormente se fue a Lanús donde disputó algunos encuentros con los reservas. Después tuvo un paso por el Torneo Argentino. Estuvo en Entre Ríos los siguientes 4 meses, en el Torneo Federal C.

## Clubes
| Club                             | País      | Año           | PJ | Goles |
| -------------------------------- | --------- | ------------- | -- | ----- |
| Talleres de Remedios de Escalada | Argentina | 2011 - 2012   | 6  | 0     |
| Sliema Wanderers                 | Malta     | 2012-2014     | 56 | 13    |
| Zebbug Rangers                   | Malta     | 2015          | 32 | 3     |
| Sliema Wanderers                 | Malta     | 2016-presente | 37 | 5     |